# جوها تيكا
جوها تيكا (بالفنلندية: Juha Tikka)‏ (30 ديسمبر 1929 – 13 ديسمبر 2001) هو سبّاح فنلندي راحل، مثّل بلاده في الألعاب الأولمبية الصيفية 1952.

## روابط خارجية
جوها تيكا على موقع الاتحاد الدولي للسباحة (الإنجليزية)
- جوها تيكا على موقع SwimRankings.net (الإنجليزية)
- جوها تيكا على موقع اللجنة الأولمبية الدولية (الإنجليزية)
- جوها تيكا على موقع أوليمبيديا (الإنجليزية)